# Tulagi
Tulagi (tidligere stavemåde: Tulaghi) er en by på en ø af samme navn på Salomonøerne. 

## Geografi
Tulagi ligger syd for Florida Island og nord for Guadalcanal ved Ironbottom Sound. Øen er 5,5 km lang og har 1.516 indbyggere.

## Historie
Tulagi var fra 1896 til 1942 hovedstaden i det britiske protektorat Salomonøerne.
Den 3. maj 1942 besatte den japanske hær Tulagi under Stillehavskrigen med henblik på at etablere en flyvebase. Den følgede dag blev de japanske skibe i havnen ved Tulagi angrebet af amerikanske fly fra hangarskibet USS Yorktown. Det var en del af optakten til slaget i Koralhavet.
Amerikanske tropper blev senere landsat på øen den 7. august 1942 under Slaget om Guadalcanal og indtog øen den følgende dag.
I dag er øen meget populær blandt vragdykkere. 